# Миколаївська ТЕЦ
ПрАТ «МИКОЛАЇВСЬКА ТЕЦ»  — теплоелектроцентраль, призначена для централізованого забезпечення теплом промислових підприємств, житлових та адміністративних будівель Миколаєва з одночасним постачанням електроенергії в енергосистему України.

## Опис
Станом на 2014 рік ТЕЦ забезпечує опаленням понад 40 % багатоповерхових житлових будинків та промислових підприємств Миколаєва. Питома витрата умовного палива на відпущену електроенергію у 2015 році склала 262,0 г/кВт·год, на відпущену теплоенергію — 131,5 кг/Гкал, при цьому Миколаївською ТЕЦ було спожито 45 млн 330 тис. м³ природного газу.

## Історія розвитку ТЕЦ
1895 р. — вперше Миколаївська міська дума розглянула питання про облаштування в місті електричного освітлення.
1899 р. — Миколаївська міська управа надала право на будівництво першої міської електростанції компанії «Siemens & Halske».
10.02.1901 — підписано контракт на будівництво електростанції поблизу Каботажної гавані. Саме в цій частині міста знаходилися основні передбачувані споживачі електроенергії — комерційний порт, суднобудівний завод «Наваль» та елеватор. Вартість робіт — 305 тис. рублів.
02.07.1902 — міська управа прийняла в експлуатацію Миколаївську міську електростанцію. Штат — 29 осіб, «станцією і проводами на правах електротехніка завідував селянин В. А. Гренков».
1907—1914 рр. — розбудова станції та збільшення потужності, «дизель-динамо» для станції виготовлялися в Миколаєві на заводі «Наваль» і в Німеччині на заводі «Аугсбург — Нюрнберг».
1914 р. — у зв'язку з пуском першого трамвая на електростанції було встановлено буферну акумуляторну батарею та вольтододаткову машину системи «Пірані».
1916 р. — електростанцією для абонентів відпущено 567 477 кВт·год, з них 40 тис. кВт·год для кінематографів і театрів.
1917 р. — платня за електроенергію з урахуванням 50-відсоткового зростання складала від 8,5 до 17 коп. за 1 кВт·год для промислових підприємств і 40 коп. для населення.
1919—1925 рр. — обмеження користування електроенергією, освітлення приватних будинків та квартир дозволено тільки з 20 до 23 годин, не більше ніж 1 лампою у 25 свічок; заборонено роботу світлових реклам і вітрин; в кінотеатрах дозволена демонстрація не більше 3 фільмів на тиждень. Потужність міської електростанції зменшилася вдвічі.
1926 р. — Миколаївська міська електростанція на межі закриття. З листа голови Миколаївського окрвиконкому Сиволап голові ВРНГ Дзержинському: «Насилу задовольняються потреби таких найбільш важливих установ, як залізниця, телефон, пошта, газета. Велика частина міста, зокрема і промислові підприємства, позбавлені подачі електроенергії».
28.08.1927 — силами місцевої влади, Держбанку, порту і елеватора поруч зі старою закладена нова електростанція «Миколаївська електроцентраль» (МЕЦ).
1930—1932 рр. — пуск нової паротурбінної станції. Відновлення електропостачання всього міста. Миколаїв 6-й у країні за освітленістю вулиць. Тарифи для трудового елементу — 28 коп.; для нетрудового елементу — 1 руб. 20 коп.; підприємствам — від 7,5 коп. до 25 коп. за 1 кВт·год.
1932—1940 рр. — на базі МЕЦ будується Миколаївська ТЕЦ. Енергопостачальне підприємство носить назву — Миколаївський енергокомбінат..
1944 р. — руйнування енергокомбіната при відступі німецькими військами — загальний збиток становив понад 34 млн рублів.
23.06.1949 — ТЕЦ була повністю відновлена.
1955—1957 рр. — Рада Міністрів СРСР зобов'язала Міністерство електростанцій побудувати в Миколаєві магістральний теплопровід довжиною 5 км від Палацу культури до вул. Адміральської. Підвищення потужності ТЕЦ до 60 МВт.
1960 р. — енергокомбінат був реорганізований в Миколаївську теплоелектроцентраль (ТЕЦ). До її енергосистеми були підключені 48 667 споживачів.
1961—1971 рр. — перехід до повної автоматизації подачі палива і газифікації ТЕЦ. Загальна протяжність теплових мереж досягла 38,5 км, кількість абонентів — 35 підприємств та 399 багатоповерхових будинків.
1971—1981 рр. — збільшення потужностей теплоелектроцентралі. У 1976 р. встановлена і наявна потужності ТЕЦ збігалися і становили: 100 МВт електричної та 475,8 Гкал/год теплової енергії.
1985 р. — Миколаївській ТЕЦ було присвоєно звання «Найкраще підприємство міста».
1990 р. — у зв'язку з фізичним зносом списаний турбогенератор № 1, турбогенератори №№ 2—4 перемарковані на нижчу потужність. Установлена потужність зменшилася до 40 МВт.
1995 р. — у зв'язку з реорганізацією системи управління Міненерго України ДП «Миколаївська ТЕЦ» увійшла до складу ВАТ «Миколаївобленерго».
1999 р. — ДП «Миколаївська ТЕЦ» виведена в самостійний підрозділ.
2001 р. — стає відкритим акціонерним товариством. Виробляє теплову та електричну енергію.
2006 р. — встановлена електрична потужність 40 МВт, теплова потужність — 410 Гкал/год. Забезпечує тепловою енергією 40 % житлового фонду та промислових підприємств Миколаєва. Залишається найпотужнішим теплогенеруючим підприємством міста. Трудовий колектив — 575 осіб. Генеральний директор — голова правління Олександр Шевченко. На честь 105-річчя станції 150 ветеранів-енергетиків і співробітників підприємства нагороджені пам'ятними медалями.
2008 р. — вироблено 90,797 млн кВт·год і 329,704 тис. Гкал. Підприємство стає лауреатом Міжнародного рейтингу якості «Золота фортуна». Генеральний директор — голова правління ВАТ «МТЕЦ» Олександр Шевченко нагороджений медаллю «За трудові успіхи».
2009 р. — за підсумками осінньо-зимового періоду 2008—2009 рр. МТЕЦ увійшла до двадцятки найкращих станцій України.
У кінці 2009 року ВАТ «Миколаївська ТЕЦ» отримала Національний сертифікат «Лідер галузі — 2009». У результаті ранжирування понад 300 000 підприємств України за офіційними даними Державної статистики ВАТ «Миколаївська ТЕЦ» посіла 6-те місце в Україні за критеріями: «Обсяг реалізованої продукції», «Продуктивність праці», «Чистий прибуток», «Заробітна плата» за основним видом діяльності, «Виробництво та розподілення води». Генеральний директор — голова правління підприємства А. В. Шевченко був відзначений статусною нагородою «Професіонал галузі» Національного бізнес-рейтингу.
2010 р. — за підсумками осінньо-зимового періоду 2009—2010 рр. станція увійшла в десятку найкращих в Україні, посівши шосте місце в національному рейтингу «Лідер галузі».
07.10.2010 — головою правління — генеральним директором призначений М. Ю. Головко, який вже в березні 2011 р. стає лауреатом Миколаївського загальноміського рейтингу «Імена року» в номінації «Ім'я в теплоенергетиці».
07.02.2012 — головою правління — генеральним директором призначений А. Г. Манченко.
27.03.2012 — ВАТ «Миколаївська теплоелектроцентраль» перейменовано в Публічне акціонерне товариство «Миколаївська теплоелектроцентраль». (Наказ Міненерговугілля № 192 від 27.03.2012).
05.03.2013 — виконуючим обов'язки голови правління ПАТ «Миколаївська ТЕЦ» призначений Н. І. Калмиков.
Грудень 2013 р. — За підсумками осінньо-зимового періоду 2012—2013 рр. ПАТ «Миколаївська ТЕЦ» посіла друге місце в Україні згідно з міжнародним рейтингом Торгово-промислової палати України серед теплоелектроцентралей країни за техніко-економічними показниками. Колектив підприємства удостоєний Почесним знаком «Лідер галузі — 2013».
21.03.2014 — виконуючим обов'язки голови правління ПАТ «Миколаївська ТЕЦ» призначений Ю. Г. Пташиний.
24.02.2015 — головою правління ПАТ «Миколаївська ТЕЦ» призначений С. Н. Литвинов.
21.04.2015 — виконуючим обов'язки голови правління ПАТ «Миколаївська ТЕЦ» призначений А. Н. Матвіюк.
Станом на 2020 рік абоненти заборгували «Миколаївоблтеплоенерго» понад 35 млн грн. На підприємстві заявили, що планують запроваджувати арешт рухомого та нерухомого майна, блокування карток.